# Tvrdoća vode
Tvrdoća vode je uzrokovana prisustvom rastvorenih soli kalcijuma i magnezijuma (nekada i gvožđa). Najveća je koncentracija kalcijuma, zbog njegove zastupljenosti u Zemljinoj kori u obliku minerala kalcit, dolomit, itd. Najočigledniji prikaz tvrdoće vode je taloženje sapuna u tvrdoj vodi.
Prolazna (privremena) tvrdoća potiče od kalcijuma i hidrogenkarbonata i uklanja se kuvanjem:
Stalna tvrdoća se odnosi na sulfate i hloride kalcijuma i magnezijuma.
Tvrdoća vode se određuje titracijom sa EDTA (etilendiamin-tetraacetatna kiselina) uz indikator (eriohrom crno T). Izražava se u  ili u stepenima, npr. °dH:
|     | nemački stepen ° | francuski stepen ° | engleski stepen °e |
| --- | ---------------- | ------------------ | ------------------ |
| 1,0 | 0,056            | 0,1                | 0,07               |

### Kvalitet vode prema ukupnoj tvrdoći
| Tvrdoća ° | Kvalitet vode |
| --------- | ------------- |
| 0 - 5     | vrlo meka     |
| 5 - 10    | meka          |
| 10 - 15   | umereno tvrda |
| 15 - 25   | tvrda         |
| preko 25  | vrlo tvrda    |

Opsezi tvrdoće mogu da variraju. Tako je na primer Donji Dom Nemačkog Parlamenta objavio 29. 11. 2006. godine Zakon o kompatibilnosti sredstava za pranje i čišćenje s okolinom u kome se pod paragrafom 9 u Informaciji o područjima tvrdoće vode navode sledeći opsezi tvrdoće: 
- meko - manje od 1,5
- srednje - 1,5 - 2,5
- tvrdo - veće od 2,5

Dakle, od 10. 02. 2007. godine kad je na snagu stupio pomenuti zakon, njemački stepeni tvrdoće (°dH) su zamijenjeni s mmol CaCO3 / l, koji važe u celoj Evropskoj uniji.
Stara podjela područja tvrdoće bila je sljedeća:
| Područje tvrdoće | Ukupna tvrdoće () u mmol/l | °     |
| ---------------- | -------------------------- | ----- |
| 1 (meko)         | < 1,3                      | 0-7   |
| 2 (srednje)      | 1,3-2,5                    | 7-14  |
| 3 (tvrdo)        | 2,5-3,8                    | 14-21 |
| 4 (vrlo tvrdo)   | > 3,8                      | > 21  |

Komentar: 
- Područje tvrdoće meko manje od 1,5  odgovara < 8,4 °dH
- Područje tvrdoće srednje 1,5 - 2,5  odgovara 8,4-14 °dH
- Područje tvrdoće tvrdo veće od  2,5  odgovara > 14 °dH

## Spoljašnje veze
- Langelijerov indeks zasićenja Архивирано на веб-сајту  (11. мај 2010)
- Pretvarač tvrdoće vode Архивирано на веб-сајту  (3. фебруар 2010)